# Sürk

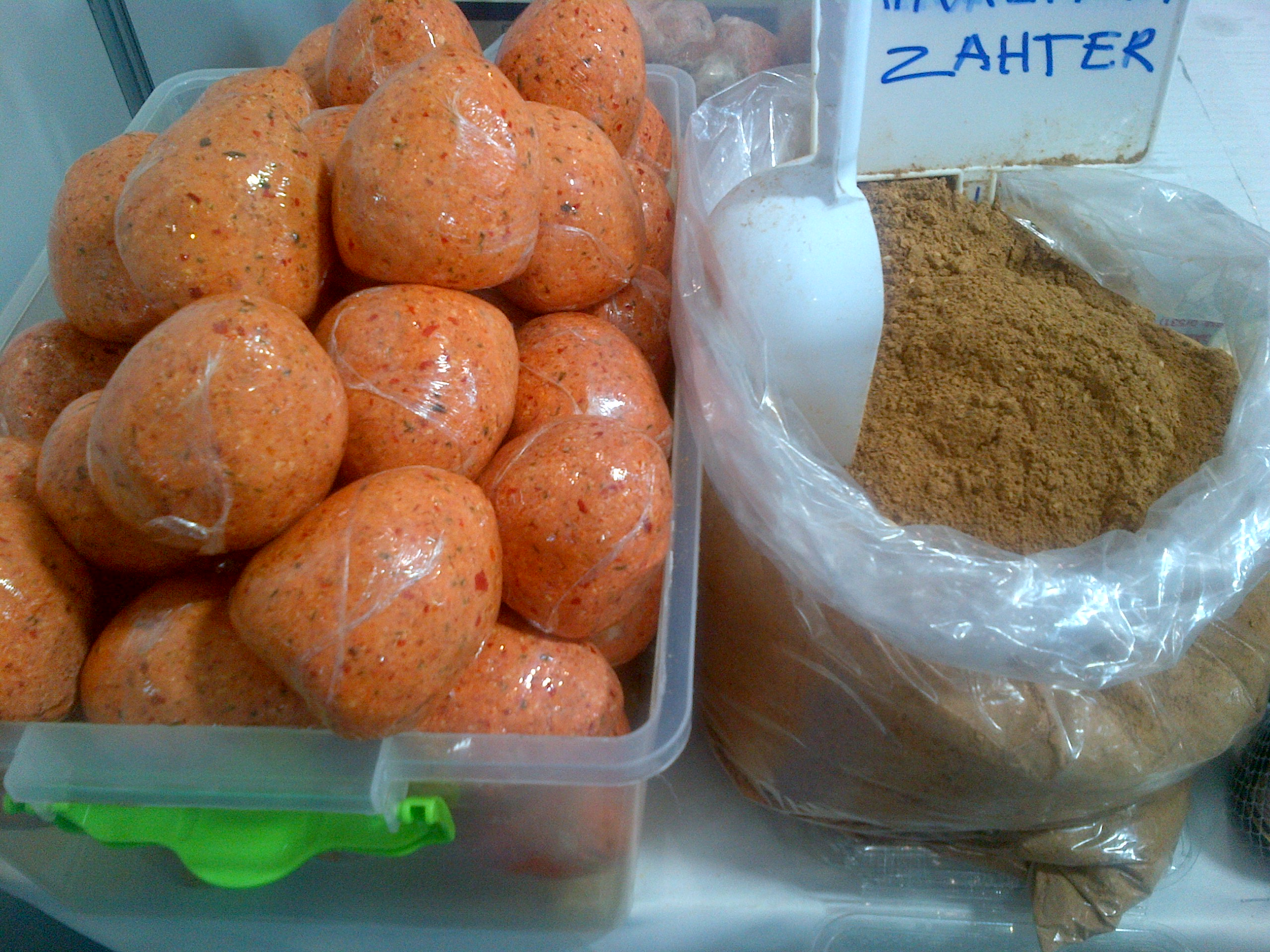
Sürk peyniri (esquerra), i "zahter" un dels especies usades en la seva elaboració.

Sürk, Sürki, Sürk peyniri (turc per formatge sürk) o Sürk çökeleği és un formatge turc propi de la província de Hatay. És un formatge fet a base de iogurt, com el çökelek, amb llet d'ovella o de cabra, i amb espècies (comí, farigola, clau d'espècia, nou moscada, etc.), especialment pul biber. El sürk té una aparença vermella, i és sec (veure imatges), per aquesta raó moltes vegades es menja amb oli d'oliva.